# Russian Roulette (Red Velvet)
Russian Roulette è il terzo EP del gruppo musicale sudcoreano Red Velvet, pubblicato il 7 settembre 2016.

## Tracce
1. Russian Roulette (러시안 룰렛?, Reosian RulletLR) – 3:31 (testo: Jo Yun Gyeong – musica: Albi Albertsson, Belle Humble, Markus Lindell)
2. Lucky Girl – 3:23 (testo: Kenzie – musica: Hayley AitkenOllipop)
3. Bad Dracula – 3:08 (testo: Jo Yun Gyeong – musica: Choi Suk Jin, Tomas Smågesjø, Nermin Harambasic, Courtney Woolsey)
4. Sunny Afternoon – 4:00 (testo: Jeong Ju Hee – musica: Simon Petrén, Andreas Öberg, Maja Keuc, Kim One)
5. Fool – 3:53 (testo: 1월8일 – musica: Malin Johansson, Josef Melin)
6. Some Love – 3:16 (testo: Kenzie – musica: Kenzie)
7. My Dear – 3:34 (testo: Hwang Hyun – musica: Hwang Hyun)

## Classifiche
| Classifica (2016) | Posizione massima |
| ----------------- | ----------------- |
| Corea del Sud     | 1                 |
| Giappone          | 40                |